# Грабя-Третя
Грабя-Третя (пол. Grabia Trzecia) — село в Польщі, у гміні Сендзейовиці Ласького повіту Лодзинського воєводства.
У 1975-1998 роках село належало до Серадзького воєводства.